# 上村立上小学校木ノ実分校
上村立上小学校木ノ実分校（かみそんりつ　かみしょうがっこう　きのみぶんこう）は、かつて岐阜県恵那郡上村（後の恵那郡上矢作町。現・恵那市。）に存在した公立小学校の分校。

## 概要
- 旧・恵那郡上村の上小学校の分校であり、恵那郡上村字木ノ実（現・恵那市上矢作町上の木ノ実地区）に存在した。木ノ実地区は恵那市上矢作町の北西部の木ノ実川（矢作川支流）沿いの集落である。

## 沿革
- 1875年（明治8年） - 恵那郡上村字達原に上村学校木ノ実分教場として開校。
- 1889年（明治22年） - 上村尋常高等学校木ノ実分教場に改称する。
- 1941年（昭和16年）4月1日 - 上村国民学校木ノ実分教場に改称する。
- 1947年（昭和22年）4月1日 - 上村立上小学校木ノ実分校に改称する。
- 1955年（昭和30年）3月 - 廃校。